# Christine McVie (album)
Christine McVie – drugi solowy album brytyjskiej wokalistki i keyboardzistki Christine McVie, wydany w styczniu 1984.
Było to pierwsze solowe nagranie McVie od czasu wydania jej pierwszej płyty (jeszcze jako Christine Perfect). Na albumie znajdują się dwa hity, "Got a Hold on Me" (#10 w USA oraz "Love Will Show Us How" (#30 w USA). Płyta także była sporym sukcesem w Stanach Zjednoczonych, osiągając 26. miejsce amerykańskiej listy przebojów i znajdując się tam przez 23 tygodnie. W Wielkiej Brytanii album znalazł się na 58 pozycji listy przebojów.
Gitarzysta Fleetwood Mac, Lindsey Buckingham uczestniczy gościnnie w nagraniach 2, 3, 6, 7 i 10, Mick Fleetwood gra na perkusji w utworze numer 5 i Eric Clapton gra na gitarze prowadzącej w utworze "The Challenge". Steve Winwood udziela wokalu w "One in A Million" i gra na pianinie w "Ask Anybody," oraz na syntezatorze w kilku innych utworach.

## Lista utworów
1. Love Will Show Us How (Christine McVie, Todd Sharp) – 4:14
2. The Challenge (McVie, Sharp) – 4:40
3. So Excited (McVie, Sharp, Billy Burnette) – 4:05
4. One in a Million (McVie, Sharp) – 5:02
5. Ask Anybody (McVie, Steve Winwood) – 5:23
6. Got a Hold on Me (McVie, Sharp) – 3:53
7. Who's Dreaming This Dream (Sharp, Daniel Douma) – 3:35
8. I'm the One (Sharp) – 4:05
9. Keeping Secrets (Sharp, Alan Pasqua) – 3:34
10. The Smile I Live For (McVie) – 5:07

Opracowano na podstawie materiału źródłowego.

## Twórcy
- Christine McVie – wokal, keyboard, instrumenty perkusyjne
- Todd Sharp – gitara, wokal wspomagający
- George Hawkins – gitara basowa, wokal wspomagający
- Steve Ferrone – perkusja

## Pozycje na listach przebojów
| Lista (1984)                     | Pozycja |
| -------------------------------- | ------- |
| Dutch Mega Albums Chart Holandia | 49      |
| Swedish Albums Chart Szwecja     | 19      |
| Swiss Albums Chart (Szwajcaria   | 25      |
| UK Albums Chart                  | 58      |
| Billboard 200 (USA)              | 26      |